# オールナイトニッポン45周年特別企画
『オールナイトニッポン45周年特別企画』（オールナイトニッポンよんじゅうごしゅうねんとくべつきかく）とは、ニッポン放送のオールナイトニッポンの放送開始45周年を迎えるに当たり、番組内でさまざまな特別企画を放送したものである。

## オールナイトニッポン ぶっとおしライブ LIVE FOR ONAIR

### 概要
オールナイトニッポン ぶっとおしライブ LIVE FOR ONAIR(オールナイトニッポンぶっとおしらいぶ　ライブ　フォア　オンエア)は
、「オールナイトニッポン」が放送開始45周年を記念して、2011年9月19日 - 9月24日の6日間、2012年9月27日 - 9月29日の3日間「オールナイトニッポン」(2012年9月29日は「オールナイトニッポンR」も)の特別企画としてソングライブを行ったプログラムである。
その後、2015年12月28日 - 12月30日にも「オールナイトニッポン」「オールナイトニッポン0(ZERO)」の2つの枠を使って3時間半の生ライブを行った。
当該時間帯のレギュラーパーソナリティがミュージシャンの場合には、当該企画の進行役もそのまま担当していたほか、自ら生ライブの１組目としてライブパフォーマンスを行っていた。それ以外の場合には、ニッポン放送のアナウンサー又は生ライブの１組目のミュージシャンが進行役を担当した。また、2015年の年末の場合には、当時の「オールナイトニッポン0(ZERO)」パーソナリティがそのまま進行役として出演していた。

### 2011年

#### 参加ミュージシャン
- 9月19日（月・通常大宮エリーのオールナイトニッポン）-スキマスイッチ、NICO Touches the Walls
- 9月20日（火・通常miwaのオールナイトニッポン）-miwa、moumoon、近藤夏子
- 9月21日（水・通常ゴールデンボンバー鬼龍院翔のオールナイトニッポン）-ゴールデンボンバー、植村花菜、NIKIIE、石田ミホコ、レディオサイエンス
- 9月22日（木・通常ナインティナインのオールナイトニッポン）-MAN WITH A MISSION、のあのわ、THEラブ人間
- 9月23日（金・通常AKB48のオールナイトニッポン）-高橋優、SPYAIR、吉田山田
- 9月24日（土・通常オードリーのオールナイトニッポン）-カラーボトル、LAID BACK OCEAN、矢沢洋子

#### 進行役
- 9月19日 - 大宮エリー
- 9月20日 - miwa
- 9月21日 - 鬼龍院翔（ゴールデンボンバー）
- 9月22日 - 飯田浩司（ニッポン放送アナウンサー）
- 9月23日 - 高橋優
- 9月24日 - 吉田尚記（ニッポン放送アナウンサー）

### 2012年

#### 参加ミュージシャン
- 9月27日（木・通常ナインティナインのオールナイトニッポン） -忘れらんねえよ、GOLD RUSH、MOTO
- 9月28日（金・通常AKB48のオールナイトニッポン） -RAM WIRE、The Cheserasera、BrandNewVibe
- 9月29日（土・通常オードリーのオールナイトニッポン） -25:00-UNIST、シシド・カフカ、Silent Siren 27:00-ひいらぎ、N.O.B.U!!!

#### 進行役
- 9月27日 - 吉田尚記
- 9月28日 - 荘口彰久
- 9月29日 - UNIST

### 2015年

#### 参加ミュージシャン
- 12月28日（月・通常ウーマンラッシュアワー村本大輔のオールナイトニッポン、Shiggy Jr.池田智子のオールナイトニッポン0(ZERO)） -Shiggy Jr.、Czecho No Republic、LAMP IN TERREN、吉澤嘉代子、SANABAGUN
- 12月29日（火・通常back numberのオールナイトニッポン、三四郎のオールナイトニッポン0(ZERO)） -Suck a Stew Dry、カラーボトル、hotal light hill's band、GLIM SPANKY、カラスは真っ白
- 12月30日（水・通常AKB48のオールナイトニッポン、吉田山田のオールナイトニッポン0(ZERO)） -吉田山田、荒川ケンタウロス、チャラン・ポ・ランタン、とけた電球、wacci

#### 進行役
- 12月28日 - Shiggy Jr.
- 12月29日 - 三四郎
- 12月30日 - 吉田山田

## オールナイトニッポン45周年 お笑いオールスターウィーク
オールナイトニッポン45周年 お笑いオールスターウィーク（オールナイトニッポンよんじゅうごしゅうねん おわらいオールスターウィーク）は、「オールナイトニッポン」が放送開始45周年を記念して、2012年8月27日～同年9月1日の6日間「オールナイトニッポン」と「オールナイトニッポン0(ZERO)」（土曜日は「オールナイトニッポンR」）のパーソナリティをお笑い芸人がつとめるというプログラム。

### 担当パーソナリティ
| オールナイトニッポン        | オールナイトニッポン                       | オールナイトニッポン                         | オールナイトニッポン | オールナイトニッポン |
| 放送日                      | 名称                                       | パーソナリティー                             | 備考 |                      |
| --------------------------- | ------------------------------------------ | -------------------------------------------- | --- | -------------------- |
| 8月27日(月)                 | 千原ジュニアのオールナイトニッポン         | 千原ジュニア                                 | 2008年8月25日、特番でパーソナリティ担当。 |                      |
| 8月28日(火)                 | サンドウィッチマンのオールナイトニッポン   | サンドウィッチマン （伊達みきお、富澤たけし) | 2011年3月18日、特番でパーソナリティを担当。 |                      |
| 8月29日(水)                 | バカリズムのオールナイトニッポン           | バカリズム                                   | 後に、2012年10月12日に『オールナイトニッポンGOLD』金曜（オールナイトニッポン45周年企画枠）のスペシャルパーソナリティを担当し、2013年10月7日放送分から『オールナイトニッポンGOLD』の月曜レギュラーパーソナリティを務めることになった。          |                      |
| 8月30日(木)                 | ナインティナインのオールナイトニッポン     | ナインティナイン （岡村隆史、矢部浩之）      | 木曜レギュラーパーソナリティ。 |                      |
| 8月31日(金)                 | ハリセンボンのオールナイトニッポン         | ハリセンボン （近藤春菜、箕輪はるか）        | オールナイトニッポン初登場。 |                      |
| 9月1日(土)                  | オードリーのオールナイトニッポン           | オードリー （春日俊彰、若林正恭）            | 土曜レギュラーパーソナリティ。 |                      |
| オールナイトニッポン0(ZERO) |                                            |                                              | |                      |
| 放送日                      | 名称                                       | パーソナリティー                             | 備考 |                      |
| 8月27日(月)                 | ハライチのオールナイトニッポン0(ZERO)      | ハライチ （岩井勇気、澤部佑）                | |                      |
| 8月28日(火)                 | ラブレターズのオールナイトニッポン0(ZERO)  | ラブレターズ （塚本直毅、溜口佑太朗）        | |                      |
| 8月29日(水)                 | 鬼ヶ島のオールナイトニッポン0(ZERO)        | 鬼ヶ島 (アイアム野田、おおかわら、和田貴)    | |                      |
| 8月30日(木)                 | Hi-Hiのオールナイトニッポン0(ZERO)         | Hi-Hi （岩崎一則、上田浩二郎)                | 木曜レギュラーパーソナリティ。 |                      |
| 8月31日(金)                 | アルコ&ピースのオールナイトニッポン0(ZERO) | アルコ&ピース （酒井健太、平子祐希)          | この放送から約3か月後、12月1日(土)の『オールナイトニッポンR』のパーソナリティを担当。2013年1月5日にも『オールナイトニッポンR』を担当。さらに、同年4月から『オールナイトニッポン0(ZERO)』の木曜レギュラーパーソナリティーになることが決定した。 |                      |
| オールナイトニッポンR       |                                            |                                              | |                      |
| 放送日                      | 名称                                       | パーソナリティー                             | 備考 |                      |
| 9月1日(土)                  | COWCOWのオールナイトニッポンR              | COWCOW （山田與志、多田健二）                | 2000年7月5日、水曜『R』でパーソナリティを担当。 |                      |

## オールナイトニッポンGOLD オールナイトニッポン45周年特別企画
オールナイトニッポンGOLD オールナイトニッポン45周年特別企画（オールナイトニッポンゴールド オールナイトニッポンよんじゅうごしゅうねんとくべつきかく）は、ニッポン放送の深夜番組、オールナイトニッポンが2012年10月で開始から満45年を迎える記念としてオールナイトニッポンGOLDの金曜において2012年4月6日から2013年10月4日まで週替わりで放送されているラジオ番組である。

### 放送時間
- 毎週金曜日 22:00 - 23:30[2]

### パーソナリティ
●印のパーソナリティは、過去に『オールナイトニッポン』のレギュラー経験がある人物。

○印のパーソナリティは、過去に『オールナイトニッポン』の特番（代理出演も含む）のパーソナリティ経験がある人物。

☆印のパーソナリティは、のちに『オールナイトニッポン』のレギュラーを担当する人物。

カッコ内の数字は同枠での出演回数。

#### 2012年
| 4月  | 6日 | 西川貴教●            | 13日 | クミコ      | 20日 | 小島慶子☆           | 27日 | ミッツ・マングローブ○☆ | ミッツ・マングローブ○☆ | ミッツ・マングローブ○☆ |
| 5月  | 4日 | BENI                 | 11日 | 谷山浩子●   | 18日 | 布袋寅泰            | 25日 | 大槻ケンヂ●            | 大槻ケンヂ●            | 大槻ケンヂ●            |
| 6月  | 1日 | 鴻上尚史●            | 8日  | 福耳        | 15日 | さだまさし          | 22日 | 綾小路セロニアス翔●    | 29日                   | 関根勤                 |
| 7月  | 6日 | プリンセスプリンセス | 13日 | 藤井フミヤ● | 20日 | 森山未來            | 27日 | AKB48ネクストガールズ  | AKB48ネクストガールズ  | AKB48ネクストガールズ  |
| 8月  | 3日 | [ 5 ]                | 10日 | 中山秀征    | 17日 | 佐藤健              | 24日 | オリエンタルラジオ●    | 31日                   | スキマスイッチ○        |
| 9月  | 7日 | 宅間孝行○            | 14日 | タッキー&翼 | 21日 | SCANDAL○            | 28日 | 濱田岳                 | 濱田岳                 | 濱田岳                 |
| 10月 | 5日 | 世良公則             | 12日 | バカリズム☆ | 19日 | サンドウィッチマン○ | 26日 | 井筒和幸○              | 井筒和幸○              | 井筒和幸○              |
| 11月 | 2日 | 熊田曜子と磯山さやか | 9日  | 大友康平    | 16日 | 渡邉美樹            | 23日 | 生田斗真○              | 30日                   | 島田秀平               |
| 12月 | 7日 | flumpool             | 14日 | 中山秀征(2) | 21日 | 河西智美・大堀恵    | 28日 | 高橋優●                | 高橋優●                | 高橋優●                |

#### 2013年
| 1月  | 4日 | ケツメイシ○                              | 11日   | 京本政樹                    | 18日   | 松岡修造                                 | 25日   | 三浦祐太朗                                   | 三浦祐太朗            | 三浦祐太朗                       |
| 2月  | 1日 | 竹内結子                                 | 8日    | 玉木宏○                     | 15日   | リリー・フランキー                       | 22日   | 笑福亭鶴光&オードリー                        | 笑福亭鶴光&オードリー | 笑福亭鶴光&オードリー            |
| 3月  | 1日 | Jean-Ken Johnny (MAN WITH A MISSION)○    | 8日    | 日本アカデミー賞 スペシャル | 15日   | ミッツ・マングローブ☆(2)                 | 22日   | 六角精児                                     | 29日                  | 千原ジュニア○                    |
| 4月  | 5日 | 舘ひろし                                 | 12日   | 古田新太●                   | 19日   | ビビる大木●                              | 26日   | 宇崎竜童                                     | 宇崎竜童              | 宇崎竜童                         |
| 5月  | 3日 | バカリズム☆(2)                           | 10日   | 水樹奈々○                   | 17日   | 及川光博                                 | 24日   | 宅間孝行(2)                                  | 31日                  | 千原ジュニア(2)                  |
| 6月  | 7日 | 浅野ゆう子                               | 14日   | 今田耕司                    | 21日   | 松田聖子○                                | 28日   | 東貴博○                                      | 東貴博○               | 東貴博○                          |
| 7月  | 5日 | 関根勤(2)                                | 12日   | シャ乱Q                     | 19日   | 川嶋あい○                                | 26日   | SKE48○                                       | SKE48○                | SKE48○                           |
| 8月  | 2日 | スキマスイッチ(2)                        | 9日    | 京本政樹(2)                 | 16日   | 千原ジュニア(3)と鈴木幹也 （下記も参照） | 23日   | 松坂桃李○ （映画「ガッチャマン」スペシャル） | 30日                  | 今田耕司(2) （ゲスト：東野幸治） |
| 9月  | 6日 | 松村邦洋● （新・御宿かわせみスペシャル） | 13日   | 高木三四郎                  | 20日   | 宅間孝行(3)                              | 27日   | ザ・タイガース                               | ザ・タイガース        | ザ・タイガース                   |
| 10月 | 4日 | 秦基博                                   | 秦基博 | 秦基博                      | 秦基博 | 秦基博                                   | 秦基博 | 秦基博                                       | 秦基博                | 秦基博                           |

### ネット局
- ニッポン放送
- STVラジオ
- 青森放送
- IBC岩手放送（23:00飛び乗り - 23:30）[15]
- 東北放送（2013年4月 - ）
- 山形放送
- 茨城放送
- 信越放送
- 山梨放送
- 北陸放送
- 福井放送
- 東海ラジオ
- 和歌山放送
- 山口放送
- 九州朝日放送
- 長崎放送
- 大分放送
- 宮崎放送

### 2013年8月16日の追加ネット局
この日のみ、ダンロップとのタイアップ企画による放送のため、上記ネット局（IBC岩手放送はフルネットに拡大して放送）のほか、下記の局でも特別にネットされ放送された。
（○ - 通常放送時間は文化放送「スパカン!」をネット。● - 通常放送時間はTBSラジオ「荻上チキ・Session-22」をネット。☆ - 通常放送時間は自社制作番組・他ネット番組をネット。）
- 秋田放送○
- ラジオ福島○[17]
- 栃木放送☆
- 新潟放送●
- 北日本放送●
- 静岡放送●
- KBS京都☆
- 朝日放送☆[18]
- 山陰放送☆
- 山陽放送☆
- 中国放送●[19]
- 西日本放送☆
- 四国放送☆
- 南海放送☆
- 高知放送☆
- 熊本放送●[20]
- 南日本放送☆
- ラジオ沖縄☆

| ニッポン放送 金曜22:00 - 23:50                                                                                             | ニッポン放送 金曜22:00 - 23:50                              | ニッポン放送 金曜22:00 - 23:50           |
| 前番組 | 番組名                                                      | 次番組                                   |
| --- | ----------------------------------------------------------- | ---------------------------------------- |
| オールナイトニッポンGOLD app10.jp（ - 23:30） 琉球ユタ・はるのゆいま〜る（23:30 - 23:40） KAT-TUNスタイル（23:40 - 24:00） | オールナイトニッポンGOLD オールナイトニッポン45周年特別企画 | -                                        |
| ニッポン放送 金曜23:30 - 23:50                                                                                             |                                                             |                                          |
| 琉球ユタ・はるのゆいま〜る（23:30 - 23:40） KAT-TUNスタイル（23:40 - 24:00）                                               | オールナイトニッポンGOLD オールナイトニッポン45周年特別企画 | 広瀬香美 ミュージックWith(23:30 - 24:00) |
| IBC岩手放送 金曜22:00 - 23:00                                                                                              |                                                             |                                          |
| ツイテル!? | オールナイトニッポンGOLD オールナイトニッポン45周年特別企画 | 冨田奈央子のアフタースクールらじお!      |